# Доктор Сюс
Тиодор Сюс Гайзъл (на английски: Theodor Seuss Geisel) е американски писател, поет и илюстратор на комикси, известен главно с книгите си за деца, които подписва с псевдонима Доктор Сюс (Dr. Seuss), Тео Ле Сиг, а веднъж и като Розета Стоун.
Публикува 46 детски книги. Сред най-бележитите му книги са бестселърите „Зелени яйца и шунка“, „Котката в шапката“, „Една риба две риби червена риба синя риба“, „Хортън мъти яйцето“, „Хортън чува Кой!“ и „Как Гринч открадна Коледата!“. Създадени са множество адаптации по неговите творби, включително 11 специални телевизионни издания, четири пълнометражни филма, един бродуейски мюзикъл и четири тв сериала. Печели наградата „Лавицата на Луис Карол“ за „Хортън мъти яйцето“ през 1958, както и през 1961 за „И да си мисля, че го видях на улица Мълбери“.
Гайзъл освен това работи и като илюстратор на рекламни кампании, най-вече за „FLIT“ и „Стандарт Ойл“, както и като политически карикатурист за „Пи Ем“, нюйоркски вестник. По време на Втората световна война е в анимационния отдел на Американската армия, където пише „План за смърт“ – филм, спечелил „Оскар“ за документален филм през 1947 г.
Рожденият ден на Гайзъл (2 март) е приет за годишното отбелязване на Деня на националното четене в Америка – инициатива за четене, създадена от Националната асоциация на образованието.

## За него
- Cohen, Charles. The Seuss, the Whole Seuss and Nothing But the Seuss: A Visual Biography of Theodor Seuss Geisel.   Random House Books for Young Readers, 2004. ISBN 0-375-82248-8. OCLC 53075980.
- Fensch, Thomas (ed.). Of Sneetches and Whos and the Good Dr. Seuss: Essays on the Writings and Life of Theodor Geisel.   McFarland & Company, 1997. ISBN 0-7864-0388-8.
- Geisel, Audrey. The Secret Art of Dr. Seuss.   Random House, 1995. ISBN 0-679-43448-8.
- Geisel, Theodor. Dr. Seuss from Then to Now: A Catalogue of the Retrospective Exhibition.   Random House, 1987. ISBN 0-394-89268-2.
- Geisel, Theodor. Dr. Seuss Goes to War: The World War II Editorial Cartoons of Theodor Seuss Geisel.   New Press, 2001. ISBN 1-56584-704-0.
- Geisel, Theodor. The Beginnings of Dr. Seuss: An Informal Reminiscence.   Dartmouth College, 2004.
- Geisel, Theodor. Theodor Seuss Geisel: The Early Works, Volume 1.   Checker Book Publishing, 2005. ISBN 1-933160-01-2.
- Geisel, Theodor. The Tough Coughs as He Ploughs the Dough: Early Writings and Cartoons by Dr. Seuss.   New York, Morrow/Remco Worldservice Books, 1987. ISBN 0-688-06548-1.
- Lathem, Edward Connery. Who's Who and What's What in the Books of Dr. Seuss.   Dartmouth College, 2000.
- MacDonald, Ruth K. Dr. Seuss.   Twayne Publishers, 1988. ISBN 0-8057-7524-2.
- Morgan, Judith, Morgan, Neil. Dr. Seuss & Mr. Geisel.   Random House, 1995. ISBN 0-679-41686-2.
- Nel, Philip. The Annotated Cat: Under the Hats of Seuss and His Cats.   Random House, 2007. ISBN 978-0-375-83369-4.
- Nel, Philip. Dr. Seuss: American Icon.   Continuum Publishing, 2004. ISBN 0-8264-1434-6.
- Pease, Donald E. Theodor Seuss Geisel.   Oxford University Press, 2010. ISBN 978-0-19-532302-3.
- Weidt, Maryann, Maguire, Kerry. Oh, the Places He Went.   Carolrhoda Books, 1994. ISBN 0-87614-627-2.